# JP Manova
JP Manova, auparavant et de son vrai nom de famille JP Mapaula, est un rappeur français.

## Biographie

### Jeunesse et débuts
JP Manova, né aux Abymes (Guadeloupe) en 1978, a grandi dans le 11e puis le 18e arrondissement de Paris. Son père lui offre une guitare ; sa mère, qui l'élève, l'inscrit à la chorale.
Il fréquente dans les années 1990 les rappeurs MC Solaar, Flynt ou Doc Gynéco, qui le fait intervenir en 1998 sur deux morceaux de l'album Liaisons dangereuses. Il travaille dans le rap comme producteur, compositeur ou ingénieur du son, mais aussi "charbonne" en missions d'intérim, hôtellerie ou manutention, où il rencontre Rocé. Il pratique la boxe, s'entraîne avec Daddy Lord C.
Son premier titre solo est Aux disparus : outro sur la mixtape de rappeurs du XVIIIe arrondissement Explicit Dix-Huit, en 2002.
En 2007, il intervient sur le titre 1 pour la plume version équipe de l'album de Flynt J'éclaire ma ville.
Il collabore étroitement à l'album de Rocé Gunz N’Rocé, sorti en 2013. Il participe à la tournée et monte ainsi pour la première fois sur scène.

### 19h07(2015)
Son premier album, 19h07, est précédé par la sortie du clip Longueur d'onde. Il bénéficie d'une critique élogieuse : "l'un des secrets les mieux gardés du rap français" pour l'Abcdr du Son, "le genre de types dont on se demande en le réécoutant où il a bien pu passer" pour L'Obs, "quelle écriture !", "une perle" pour Les Inrocks,. Il produit lui-même tout l'album. En 2016, il sort le clip Sankara qui est un hommage à Thomas Sankara, l'ancien président du Burkina Faso et un des chefs du Mouvement des non-alignés.
Il annonce en 2017 un nouvel album que MC Solaar déclare "attendre".